# محمد مصطفى القباج
 محمد مصطفى القباج (مواليد 16 أكتوبر 1940 بالرباط) هو كاتب وأكاديمي و استاد باحث في الفلسفة و التربية عضو الجمعية المغربية للفلسفة تتوزع كتاباته بين الفلسفة والمسرح والفكر العربي الإسلامي وحقوق الإنسان وعلوم التربية.

## مسيرته
وُلد القباج في 16 أكتوبر 1940 بمدينة الرباط، عاش طفولته ومراهقته وجزءا من شبابه بمدينة فاس على امتداد عشرين سنة، حيث تابع دراسته الابتدائية والثانوية بمدارسها إلى حدود سنة 1960.
حصل على شهادة البكالوريا بالرباط سنة 1961، ثم الإجازة في الفلسفة من كلية الآداب بجامعة محمد الخامس بالرباط سنة 1966، وشهادة الدراسات المعمقة في الإبستمولوجيا من الكلية نفسها سنة 1972، ثم شهادة دكتوراه السلك الثالث في علوم التربية (تخصص: طرق تدريس الفلسفة) من جامعة بروكسل الحرة ببلجيكا سنة 1979. مارس تدريس الفلسفة والفكر الإسلامي بسلا (ثانوية النهضة) والقنيطرة (ثانوية التقدم) وبعض ثانويات الرباط، من 1966 إلى 1969، ثم عُيّن سنة 1977 أستاذا للتعليم العالي بكلية علوم التربية (شعبة الفلسفة) التابعة لجامعة محمد الخامس بالرباط، وأستاذا للفلسفة بالمدرسة المولوية (1979)، حيث درس على يديه في هذه الأخيرة الملك محمد السادس عندما كان وليا للعهد. هذا فضلا عن نشاطه الجمعوي المكثف وتأسيسه أو عضويته في كثير من الجمعيات والاتحادات والمنتديات والمنظمات الحقوقية والثقافية والفكرية من بينها: الجمعية الفلسفية المغربية (1967)، اتحاد كتاب المغرب (1967)، منتدى الفكر العربي (1975- عمان)، اللجنة الوطنية للتربية والثقافة والعلوم (يونسكو/ألكسو/إسيسكو) سنتي 1976 و 1996، منتدى الفكر والحوار (1976- الرباط)، الجمعية المغربية للترجمة والتأليف والنشر (1983)، وغيرها.
مارس القباج أيضا العمل الإعلامي بأشكاله المكتوبة والمسموعة والمرئية، خصوصا عندما كان طالبا جامعيا بالرباط، وذلك بوكالة المغرب العربي للأنباء وصحف مغربية عدة ودار الإذاعة والتلفزة المغربية. وقد أعد وقدم لهذه الأخيرة برامج ثقافية منها بشكل خاص: «المجلة الثقافية»، «مجلة الأربعاء للثقافة والفنون»، «أعلام المغرب»، «بدون كلفة»... وذلك في الفترة من 1964 إلى 1980. كما اهتم بالمسرح تدبيرا ونقدا وتأليفا من خلال إشرافه على فرقة المعمورة وإعداد دورات عدة للمهرجان الوطني لمسرح الهواة والإشراف على مساهمة الفرق المغربية في مهرجانات مسرحية مغاربية وعربية يأتي على رأسها المهرجان الدولي بالحمامات بتونس من 1969 إلى 1975.

## مناصبه
تدرج القباج في مناصب علمية رفيعة، من بينها حاليا إدارته للمجلة الفصلية «المناهل» في سلسلتها الجديدة الصادرة عن وزارة الثقافة ابتداء من العدد 97 سنة 2019. ومن المهام والوظائف التي اضطلع بها القباج هناك:
- أول مدير مؤسس للمعهد الملكي لتكوين أطر الشبيبة والرياضة وعضو ديوان وزير الشبيبة والرياضة (1969)
- رئيس تحرير مجلة «الكتاب المغربي» (1983)
- المدير العلمي بأكاديمية المملكة المغربية (1986)
- مدير مقر المجلس القومي للثقافة العربية بالرباط ومنسق هيئة تحرير مجلته «الوحدة» (1987)
- المدير التنفيذي للمركز الإفريقي للدراسات الاجتماعية التطبيقية التابع للجنة الإفريقية لمنظمة الأمم المتحدة (1993- طرابلس، ليبيا)
- مستشار بديوان وزير الثقافة ومدير إدارة الكتاب (1994)
- رئيس ديوان وزير التعليم العالي والبحث العلمي (1995)
- أمين عام اللجنة الوطنية للتربية والثقافة والعلوم (1996- يونيسكو/ألكسو/إسيسكو)
- مقرر أكاديمية المملكة المغربية (1999)
- المدير التنفيذي لمركز شمال-جنوب لحقوق الإنسان وحوار الثقافات (2008- جنيف)

## أعماله
له إسهامات كثيرة ومتنوعة في كتب جماعية ومجلات ومنابر إعلامية ثقافية وعلمية وأدبية وفكرية عدة داخل المغرب وخارجه. ومن بين كتبه:
- 1980: دعاء للقدس (مسرحية)، بالاشتراك مع أحمد الطيب العلج، الرباط
- 1997: الطفل المغربي وأساليب التنشئة الاجتماعية بين الحداثة والتقليد، منشورات رمسيس، الرباط
- 1998: الأمية في المغرب. هل من علاج؟، منشورات رمسيس، الرباط
- 1999: مقاربات سياسية وفكرية في الشأن العربي الراهن
- 2000: من قضايا الإبداع المسرحي
- 2002: التربية والثقافة في زمن العولمة
- 2004: عم يتحدثون؟ نظرات في فكر أعلام من المغرب المعاصر
- 2005: حوار الثقافات وحقوق الإنسان في زمن العولمة
- 2006: مشاغل فكر في زمن العولمة
- 2006: مقاربات في الحوار والمواطنة ومجتمع المعرفة
- 2012: عصارة فكر
- 2015: شذرات (نصوص ومداخلات حررت تحت الطلب)
- 2018: محمد عزيز الحبابي: الفكر المتحرك من الشخصانية الواقعية إلى الشخصانية الإسلامية إلى الغدية
- 2021: المسرح والفلسفة: بعض من تجليات صلات وثيقة

## تشريفات وأوسمة
حظي القباج بمجموعة من الأوسمة، منها:
- 1971: وسام الرضا من الدرجة الأولى
- 1987: وسام الاستحقاق الوطني من الدرجة الممتازة
- 1989: وسام المؤرخ العربي
- 1996: وسام العرش من درجة فارس